# آلومید تانتال (III)
آلومید تانتال(III) (به انگلیسی: Tantalum(III) aluminide) با فرمول شیمیایی TaAl۳ یک ترکیب شیمیایی است. که جرم مولی آن 261.893 g/mol می‌باشد. شکل ظاهری این ترکیب، پودر خاکستری نسوز است.